# Малая Сазоновка
Малая Сазоновка — река в Туруханском районе Красноярского края, левый приток Енисея. Длина реки — 26 км.
Исток находится в системе многочисленных тундровых озёр, объединённых названием Сиговые, на высоте 69 м над уровнем моря. Русло извилистое, значительных притоков не имеет, река много раз меняет направление течения. Впадает в Енисей напротив острова Опечек, на расстоянии 686 км от устья.
По данным государственного водного реестра России относится к Енисейскому бассейновому округу. Код водного объекта — 17010800412116100103434.